# 羽叶五加属
羽叶五加属（学名：Pentapanax）是五加科下的一个属，为乔木或藤状大灌木植物。该属共有18种，分布于南美、大洋洲、亚洲南部及东南部。
现为楤木属（Aralia L.）的异名。